# Neoschoenobia testacealis
Neoschoenobia testacealis là một loài bướm đêm trong họ Crambidae.